# بول فليمينغ (ملاكم)
بول فليمينغ (بالإنجليزية: Paul Fleming)‏ هو ملاكم محترف أسترالي يصنف ضمن فئة وزن الريشة. شارك في دورة الألعاب الأولمبية الصيفية سنة 2008.

## إحصائيات
خاض خلال مسيرته 21 نزالا، فاز في 21 ولم يخسر. فاز بالضربة القاضية في 14 نزالا.

## وصلات خارجية
- بول فليمينغ على موقع بوكس ريك (الإنجليزية) (registration required)
- بول فليمينغ على موقع أوليمبيديا (الإنجليزية)
- بول فليمينغ على موقع اللجنة الأولمبية الأسترالية (الإنجليزية)

- الموقع الرسمي